# Pereruela
Pereruela település Spanyolországban,  Zamora tartományban. Pereruela El Perdigón, Casaseca de Campeán, Villanueva de Campeán, Cabañas de Sayago, Peñausende, Fresno de Sayago, Bermillo de Sayago, Moral de Sayago, Villaseco del Pan, Almaraz de Duero és Zamora községekkel határos. Lakosainak száma 496 fő (2024).

## Népesség
A település népessége az utóbbi években az alábbiak szerint változott:
| Lakosok száma | 727  | 673  | 687  | 659  | 658  | 612  | 559  | 530  | 521  | 496  |
|               | 2001 | 2004 | 2007 | 2009 | 2012 | 2014 | 2017 | 2019 | 2022 | 2024 |